# Орден Камерунских заслуг
Национальный орден Камерунских заслуг (фр. Ordre national du mérite camerounais) — государственная награда Камеруна. До 1960 года — региональная награда французской колониальной администрации.

## История

### Колониальный период
В 1922 году территория бывшей германской колонии, оккупированная французскими войсками в 1916 году, объявлена подмандатной территорией Франции.
24 апреля 1924 года французская администрация Камеруна для поощрения местных жителей учредила орден Туземных заслуг (фр. Ordre pour le Mérite indigène). Новая награда не имела официального статуса колониального ордена, оставаясь региональной наградой.
Орден имел 3 степени и предназначался для поощрения местных уроженцев, отличившихся прежде всего в сельскохозяйственном труде, а также в торговой, промышленной и прочих общественно-полезных сферах деятельности. Европейцам могла быть присуждена только 3-я степень ордена, при условии проживания на территории Камеруна не менее двух лет.
21 февраля 1929 года право на 3-ю степень ордена было распространено на представителей сил охраны правопорядка, совершивших подвиги мужества и самоотверженности.
4 июля 1946 года положение о награде было пересмотрено, в том числе было изменено название награды — орден Камерунских заслуг (фр. Ordre pour le Mérite camerounais).

### Период независимости
После обретения Камеруном в 1960 году независимости орден Камерунских заслуг был сохранён в наградной системе республики, с некоторым изменением внешнего вида знаков ордена.
30 ноября 1972 года принят закон о национальных наградах Камеруна, в котором опубликован новый статут ордена Камерунских заслуг.
Главой ордена является президент Камеруна.
Орден вручается за заслуги перед государством в различных сферах деятельности: сельском хозяйстве, животноводстве, торговле, искусстве, промышленности, а также обороне государства. Орден вручается последовательно, от младшей степени к старшей. Для получения 3-й степени ордена камерунец должен состоять на гражданской или военной службе не менее 12 лет. Награждение 2-й степенью возможно не ранее 4 лет после получения 3-й степени, а награждение 1-й степенью — не ранее 5 лет после получения 2-й степени. Эти сроки могут быть сокращены только по особому распоряжению президента Камеруна.
Предусмотрено посмертное награждение лиц, погибших при совершении подвигов мужества и самоотверженности.
Высшей степенью отличия ордена является Большая лента, вручаемая за исключительные заслуги перед государством.
Иностранные граждане для получения ордена должны проживать на территории Камеруна не менее пяти лет. Данные правила не распространяются на дипломатов.
Существует квота на ежегодное награждение — не более 1000 граждан.
Торжественное вручение ордена производится ежегодно в день национального праздника: до 1972 года — 1 января, с 1972 года — 20 мая.

## Степени
Орден имеет три степени:
- Большая лента — знак на ленте, носимый на шее;
- Офицер — знак на ленте с розеткой, носимый на левой стороне груди;
- Кавалер — знак на ленте, носимый на левой стороне груди.

## Знаки ордена
Знак ордена 1, 2 и 3-й степеней: круглый бронзовый диск диаметром 41 мм, без ободка. Знак 2-й степени — посеребрённый. Знак 1-й степени — позолоченный и имеет сверху переходное звено в виде вытянутого лаврового венка. В верхней части знаков имеется шарообразное ушко с кольцом, через которое пропускается лента ордена.
На лицевой стороне знака изображён крестьянин с мотыгой, пропалывающий землю, на фоне восходящего над горами солнца.
На оборотной стороне знака в центре изображение лавровой ветви, перевязанной снизу узкой лентой, и до 1972 года в верхней части окружённой полукруглой вдавленной полосой по краю знака. Поверх ветви в две строки, и во вдавленной полосе полукругом — надписи на французском языке, в 1972 году добавлена в нижней части надпись полукругом на английском языке:
в 1924—1946 годах — «MÉRITE INDIGENE», в верхней части — «TERRITOIRE DU CAMEROUN»;
в 1946—1959 годах — «MÉRITE CAMEROUNAIS», в верхней части — «TERRITOIRE DU CAMEROUN»;
в 1959—1961 годах — «MÉRITE CAMEROUNAIS», в верхней части — «ETAT DU CAMEROUN»;
в 1961—1972 годах — «MÉRITE CAMEROUNAIS», в верхней части — «REPUBLIQUE FEDERALE DU CAMEROUN»;
в 1972—1984 годах — «MERITE CAMEROUNAIS», в верхней части — «REPUBLIQUE UNIE DU CAMEROUN», в нижней части — «UNITED REPUBLIC OF CAMEROON»;
с 1984 года — «MERITE CAMEROUNAIS», в верхней части — «REPUBLIQUE DU CAMEROUN», в нижней части — «REPUBLIC OF CAMEROON».
Знак Большой ленты: круглый позолоченный диск диаметром 60 мм с двумя узкими и одним широким ободком. В центре лицевой стороны изображение, аналогичное изображению на знаках младших степеней. На широком ободке: в верхней части — надпись «MÉRITE CAMEROUNAIS», в нижней части — лавровые ветви. В верхней части знака имеется шарообразное ушко с кольцом, через которое пропускается лента ордена.
Лента ордена:
 в 1924—1959 годах — из трёх равновеликих полос синего, белого и красного цвета (цвета флага Франции);
 в 1959—1972 годах — из 18 равновеликих полос зелёного, красного и жёлтого цветов (цвета флага Камеруна);
 с 1972 года — жёлтого цвета.
Ширина ленты 1, 2 и 3-й степеней — 37 мм. На ленту 2-й степени крепится круглая розетка из такой же ленты.